# 越南国防部
国防部（越南语：／）是越南政府的一个部门，负责管理、领导及指挥越南军事事务与国防工业。

## 组织结构

### 军事指挥
根据1992年越南宪法，国防部是越南人民军及其它准军事力量的最高指挥机构。最高指挥机关由国防部办公厅及总参谋部（Bộ Tổng tham mưu）、总政治局及其他总部单位组成。总参谋部负责实施军事指挥，总参谋长也是国防部常务副部长。总政治局负责军队政治工作与党务工作，还包括军事审判、军事检察、军队律师等工作。国防部还下辖总技术局（也译作技术总局 ）、总后勤局（也译作后勤总局）、国防工业总局、国防情报总局。隶属于国防部的还有海警局（Cục Cảnh sát biển）、救护救难局（Cục Cứu hộ, cứu nạn）、外事局（Cục Đối ngoại）。国防部办公厅（Văn phòng Bộ）同时作为越共中央军委的办事机关。

### 军兵种

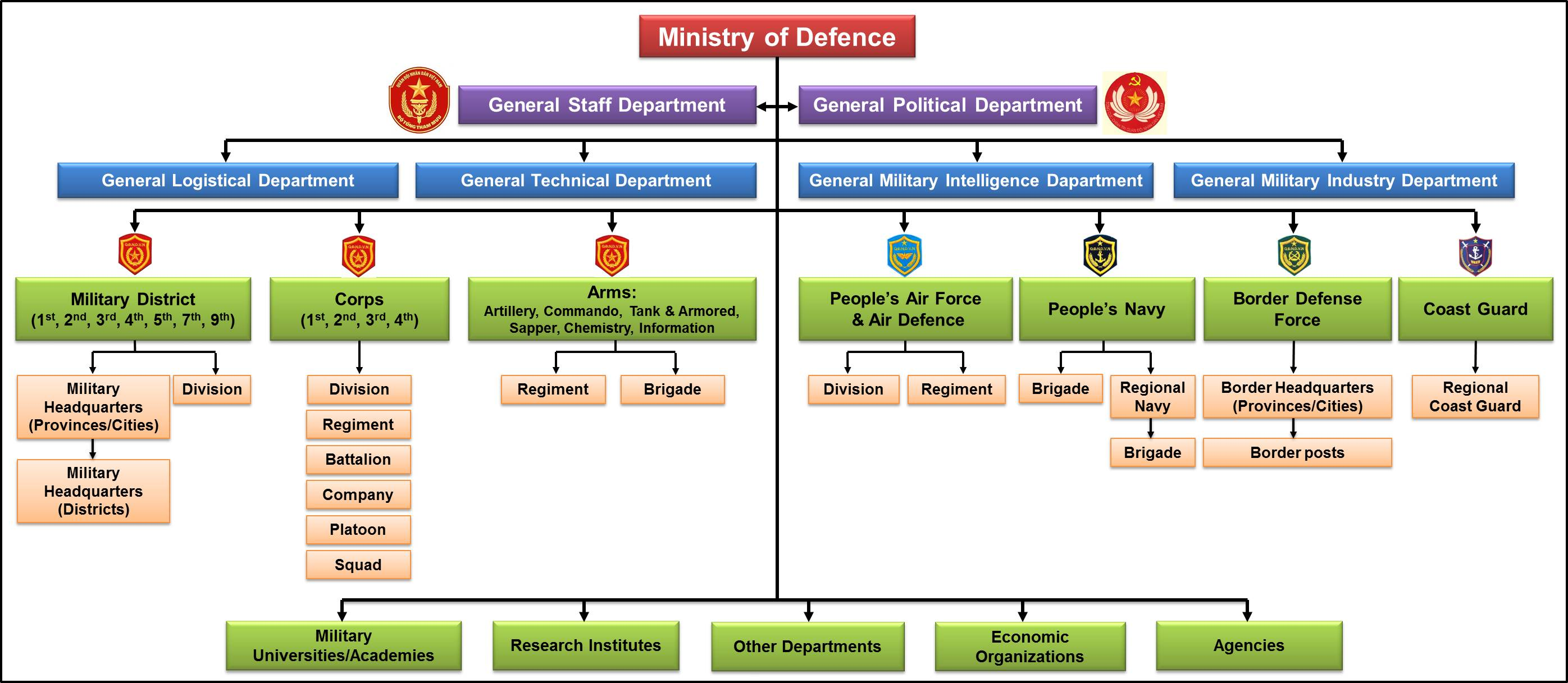
VPA's structure

越南军事力量由陆军、海军、防空空军、边防部队、海警等组成。越南人民军有45万现役人员，5百万预备役人员。越南陆军包括4个军、7个军区与1个司令部、6个兵种（binh chủng）：炮兵、坦克装甲兵、工兵、通信兵、化学兵、特工兵。海军分为5个沿海区（vùng hải quân）。
国防部还领导21所学院（học viện）与大学（trường đại học），1所师范学院（trường cao đẳng）。越南国防学院（Học viện Quốc phòng）是唯一一所培训越南战略战役指挥军官的机构。其他军校还有：设在河内的政治学院、大叻陆军学院（中级指挥）、军事技术学院（越南国家重点高校）、军医学院、后勤学院、陈兴道陆军大学（2010年10月28日由陆军第一军官学校改名，培养基层指挥军官）、阮惠陆军大学（由陆军第二军官学校改名）
国防部管辖其他机构还有：

| - 国防社会保险部 - 军医局 - 财务局 - 计划投资局 - 经济局 - 科技与环境管理局 - 标准、计量、质量局 | - 刑侦局 - 监察局 - 信息技术局 - 国防战略研究院 - 国防部设计院 - 军事科学技术研究院 - 军事历史研究院 | - 军事人文与社会科学研究院 - 军事科学信息中心 - 军事传统医学研究院 - 越俄热带中心（合作委员会） - 军队108中心医院 - 军队175中心医院 |

国防部管辖若干经济企业。例如，Viettel Mobile是越南国内领先的移动通信企业。 
下图演示了越南国防部的组织架构：

## 预算
越南国防部预算占GDP的2%。大部分预算用于人员维持费。近年来的军事预算：
| 年度             | 2005    | 2006    | 2007      | 2008      |
| 越南GDP          | 839,211 | 973,791 | 1,143,442 | 1,490,000 |
| 国防预算         | 16,278  | 20,577  | 28,922    | 27,024    |
| GDP占比          | 1.872%  | 2.194%  | 2.529%    | 1.813%    |
| 单位: 十亿越南盾 |         |         |           |           |